# 다빈치 코드 (보드 게임)
다빈치 코드는 일본 명문 대학 동경대 수학과의 학생과 세계 수학 올림픽 1회 우승자가 함께 만든 숫자 추리 보드게임이다.

## 게임의 구성
다빈치 코드의 구성은 다음과 같다.
- 검정 숫자 타일 13개(0~11, 조커 1개)
- 흰 숫자 타일 13개(0~11, 조커 1개)
- 설명서 1개

## 목적
처음에는 단순한 추측 밖에 할 수 없지만 게임을 진행하다 보면 정보가 생긴다. 이렇게 생긴 상대방의 정보를 바탕으로 논리적 추리를 하는 게임이다.
누구든 자신의 타일을 제외하고 다른 사람들의 타일을 모두 맞춰서 넘어뜨리게 했다면 즉시 게임이 끝나고 승리한다. 하지만 다른 사람의 타일을  못맞추면 자신의 타일이 쓰러지고,자신의 타일이 모두 쓰러지면 탈락이다. 초반에는 순전 운빨이다.